# دهستان سده (اراک)
دهستان سده یکی از دهستان‌های استان مرکزی است که در بخش مرکزی شهرستان اراک واقع شده است.